# Oeger Höhle

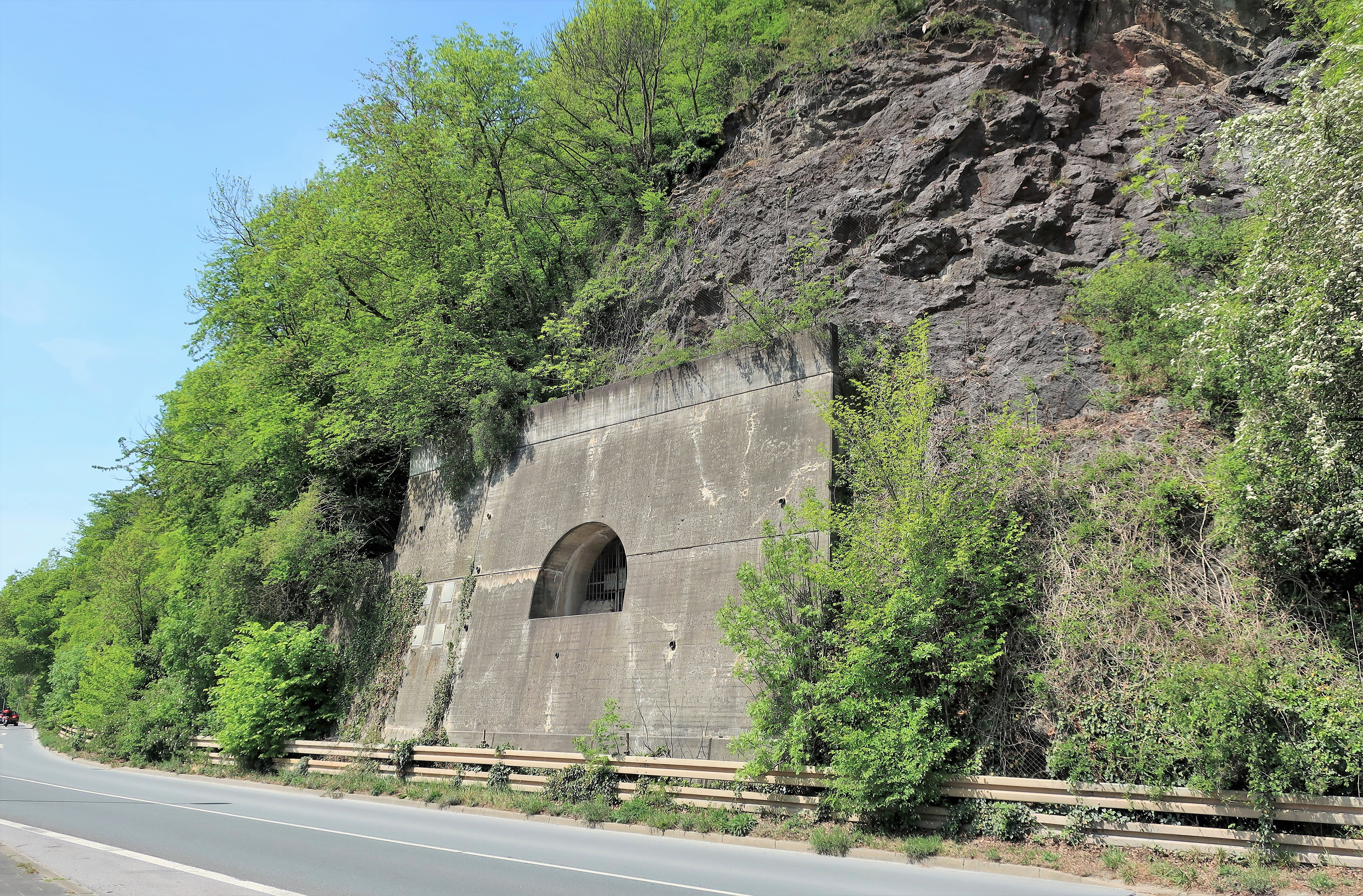
Oeger Höhle in Hohenlimburg

Die Oeger Höhle liegt im Naturschutzgebiet Steltenberg im Hagener Stadtteil Hohenlimburg-Elsey (Nordrhein-Westfalen). 1933 fand man in der Höhle Knochen von Rentieren. Der Eingang an der Felswand „Oeger Stein“ oberhalb der Mühlenbergstraße ist verschlossen.

## Geschichte
Die an der Lenne gelegene Oeger Höhle in Hohenlimburg wurde bereits um 1860 von Johann Carl Fuhlrott (1803–1877), dem Entdecker des Neandertalers, aufgesucht und 1869 in seiner bekannten Veröffentlichung über die „Höhlen und Grotten“ im Rheinland und Westfalen beschrieben. Bereits zu dieser Zeit waren der Vorplatz und der Eingangsbereich dieser Höhle jedoch durch Sprengungen für den Straßenbau und für den benachbarten Steinbruch weitgehend zerstört, so dass das ursprüngliche Aussehen sich vollständig verändert zeigte. Die Oeger Höhle lag im Bereich der Mündung des Bachlaufs Nahmer in die Lenne, die direkt an dem früheren Eingangsportal vorbeifloss. Vor der Zerstörung des Eingangs war die Höhle für den Menschen um 1800 anscheinend nur unter Schwierigkeiten zu erreichen, wie auf zeitgenössischen Ansichten zu sehen ist. Dass die Oeger Höhle nicht nur in prähistorischer Zeit, sondern auch im Mittelalter und in der frühen Neuzeit dennoch aufgesucht wurde, belegen verschiedene Keramikscherben aus dem 13. bis 18. Jahrhundert. Doch nicht sie haben das Interesse der Forscher geweckt, sondern die ur- und frühgeschichtlichen Relikte. Seit dem 19. Jahrhundert sind aus der Oeger Höhle zahlreiche Knochenfunde eiszeitlicher Tiere bekannt.

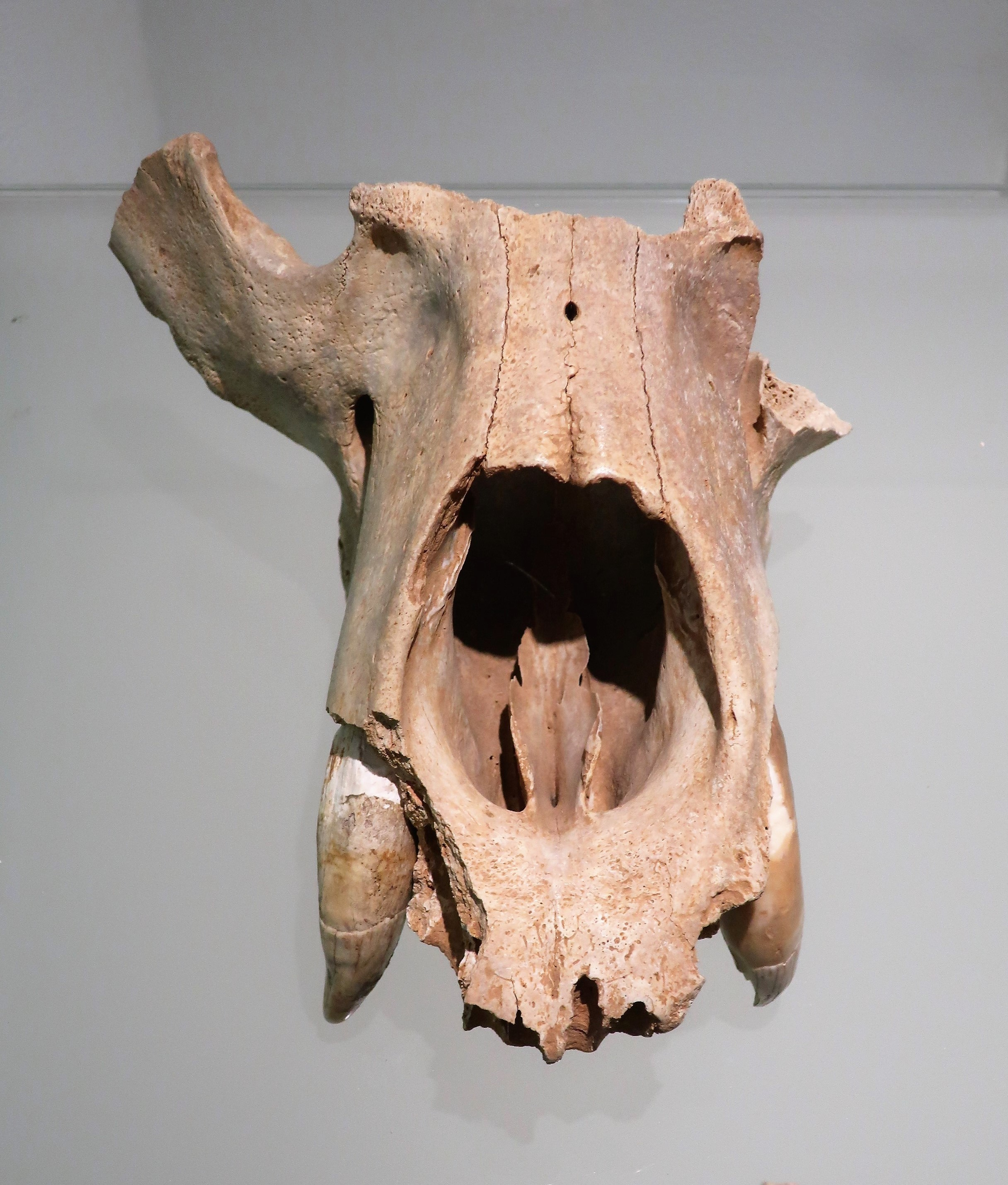
Schädelteil eines Höhlenbären

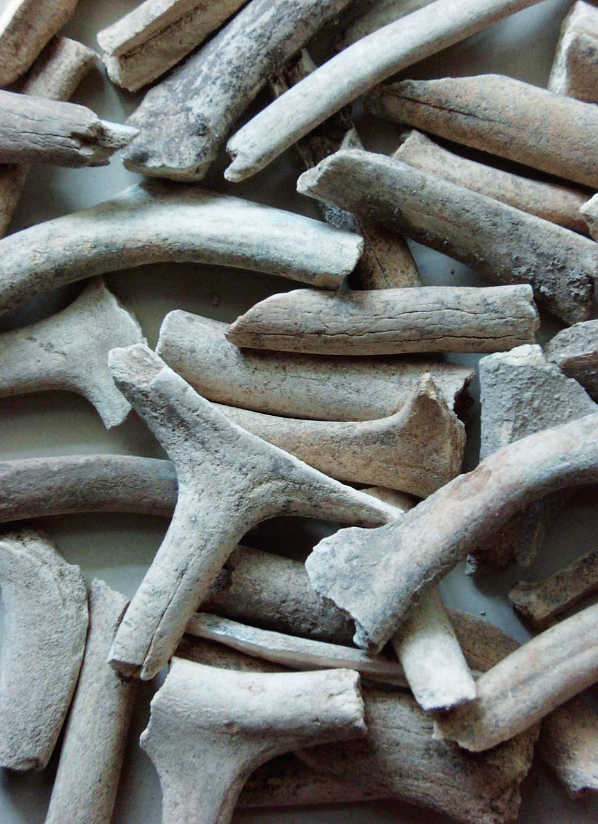
Bruchstücke von Rentiergeweihen aus der Oeger Höhle

Um 1928 entdeckte hier der Herner Urgeschichtler Karl Brand (1898–1974) mindestens ein Steinartefakt und zahlreiche Knochen. Die darauf im Jahre 1931 bisher einzige größere Grabung durch den Schwerter Museumsleiter Josef Spiegel (1901–1984), förderte die Geweihreste von zahlreichen Rentieren sowie Knochen von z. B. Höhlenbär, Höhlenhyäne, Mammut, Riesenhirsch und Wollnashorn zu Tage. Einige Funde deuten auch auf die Nutzung steinzeitlicher Menschen hin, etwa Steinwerkzeuge, Fragmente von Gefäßen aus der Jungsteinzeit und Keramikreste aus den vorrömischen Metallzeiten.
Aus der Oeger Höhle wurden die Geweihreste von weit mehr als 500 Rentieren geborgen. Die Datierung von jeweils mehreren Geweihresten nach der Radiokarbon-Methode ergab zwei Alter von rund 15.000 und 31.000 Jahren vor heute. Demnach gelangten diese Rentiergeweihreste zu unterschiedlichen Abschnitten der letzten Weichsel-Eiszeit in die Höhle, gehören zeitlich aber eindeutig in das Jung- und Spätpaläolithikum. Noch heute werfen die weiblichen Rentiere in den nördlichen Breiten im Frühjahr ihre Geweihe ab, und auch bei den Funden in der Oeger Höhle handelt es sich zum ganz überwiegenden Teil um Abwurfstangen weiblicher oder jugendlicher Rentiere. Die Frage, wie derart viele Geweihstangen in die Höhle gelangt sind, führte sogar zu heimatkundlichen Mutmaßungen über einen Kultplatz altsteinzeitlicher Rentierjäger, der allerdings noch nicht einmal als schwaches Indiz hier wissenschaftlich beweisbar ist. Doch standen die zahlreichen Geweihreste wohl kaum im Zusammenhang mit spekulativen Kulthandlungen der eiszeitlichen Menschen, deren Anwesenheit in der Oeger Höhle anhand einiger weniger Steinwerkzeuge, Abfallstücke und des seltenen Bruchstücks einer Widerhakenspitze (Harpune) aus Rentiergeweih immerhin nachgewiesen ist.
Die Erklärung für das Vorkommen von zahlreichen Geweihresten von Rentieren ist wahrscheinlich weitaus weniger spekulativ. Denn Beiß- und Nagespuren an den Geweihresten geben einen Hinweis darauf, dass sie vermutlich zum überwiegenden Teil und auch zu verschiedenen Zeiten, wie die erwähnten Radiokarbon-Datierungen andeuten, unter anderem auch von Höhlenhyänen, die im fossilen Fundmaterial der Höhle durch Knochen und Zähne nachgewiesen sind, in die Höhle geschleppt wurden. Wahrscheinlich diente die Höhle während der Eiszeit immer wieder auch als Hyänenhorst, was keinesfalls ungewöhnlich war, sondern auch für viele andere Höhlen belegt ist.
Die aus der Oeger Höhle geborgenen Geweihreste geben wichtige Hinweise darauf, dass Rentiere in der späten Eiszeit anscheinend in großen Herden und im jahreszeitlichen Wechsel die Flusstäler und die Hochflächen in der Region durchzogen. In der Nähe dieser festen und von den Tierherden immer wieder benutzten Wanderrouten, Weidegründe und Sammelpunkte, die wahrscheinlich auch an natürlichen Flussübergängen über die Lenne und Ruhr lagen, errichteten die altsteinzeitlichen Jäger während der frühjährlichen Rentierwanderungen ihre Lagerplätze, um die Tiere bei ihrem Aufstieg in die Mittelgebirge abzufangen. Das weiträumige, sich nach Norden zum Ruhrtal und in das westfälische Flachland öffnende untere Lennetal bildet von seiner Topographie eine natürlich geformte Eingangspforte in das südwestfälische Bergland. Wegen dieser Lage dürfte die Region eine gewisse Bedeutung für die Wanderbewegungen der Tierherden, aber besonders auch für die Jagdökonomie der mobilen Wildbeuter besessen haben.
Mehrere Untersuchungen des heute gesicherten und überwachten Höhlenraums durch professionelle Archäologen seit 2004 ergaben, dass trotz der wenig systematischen Untersuchung 1932 und weiteren illegalen Grabungen sowie der im Jahre 1976 zerstörerischen Verschließung des Eingangs durch eine Betonwand anscheinend immer noch ungestörte Sedimente vorhanden sind. Somit gibt es für diese wichtige Höhlenfundstelle eine Perspektive auf weitere Erforschung.

## Funde (Auswahl)
- Schädelteil und Eckzahn eines Höhlenbären, Frühe bis Späte Weichsel-Kaltzeit, ca. 70.000–30.000 Jahre
- Rengeweihe, Späte Weichsel-Kaltzeit, Grabung Josef Spiegel 1931 und Sondagen seit 1975.
- Widerhakenspitze, Spitze aus Rengeweih, Jung- oder Spätpaläolithikum, Grabung Josef Spiegel 1931
- Kugelbecher, Spätes Mittelneolithikum, um 4.500 bis 4.300 v. Chr.
- Zahlreiche Keramikscherben und teilweise vollständige Gefäße, Spätes Mittelneolithikum, um 4.500 bis 4.300 v. Chr.
- Neolithische Steinartefakte, darunter auch aus niederländischem Rijckholt-Feuerstein.
- Jüngerbronzezeitliche und eisenzeitliche Keramik.
- Plattenfibel, Bronze, Ältere Eisenzeit, ca. 600 v. Chr.
- Einzelne Keramik aus dem Hochmittelalter und der Frühen Neuzeit, 12. bis 18. Jahrhundert.